# 茶盤

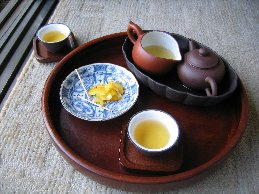
木製茶盤

茶盤，也稱杯盤、茶托盤、茶船、茶海，用以置放茶盞等茶器。

## 形制與效用
所用杯盘，多为花瓷，内外写山水人物。极工致，类非近代物。
炉及壶盘各一，惟杯之数，则视客之多寡。
杯小而盘如满月，有以长方瓷盘置一壶四杯者，且有壶小如拳，杯小如胡桃者。
茶盤。
茶盘宜宽宜平，宽则是容四杯，有圆如满月者，有方如棋抨者。
底欲其平，缘欲其浅，饶州官窑所产素瓷青花者为最佳，龙泉自定次之。
茶盤之狀，有圓形、方形等，或不規則。材料有如木、竹、陶瓷、石、漆器等。《潮州茶經》指出，茶盤用來放置茶盞，應該足夠寬，以容納杯盞；底部應平；邊緣應淺。
茶承是雙層茶盤，形與茶洗相似，上層放置茶器，夾層用以蓄廢水。夾層也可於不泡茶時作收納茶具之用。上層也被視作茶盤，用以置放茶盞和茶壺，下層貯蓄廢水。
茶盤的用途，除了放置茶盞外，也多兼茶墊的功用，同時承置茶壺，甚至勻杯、茶漏等茶器。故工夫茶具俗稱“茶盤傢伙”。而雙層茶盤上層置茶器，夾層容納廢水。有的通有排水管，疏排湯水。茶盤此二種功能常見於出現較多湯水的濕泡法；一九八〇年代台灣興起的乾泡法中，則多以茶席巾代替茶盤，以茶盂蓄廢水。
或作移動茶器的媒介。

## 圖集

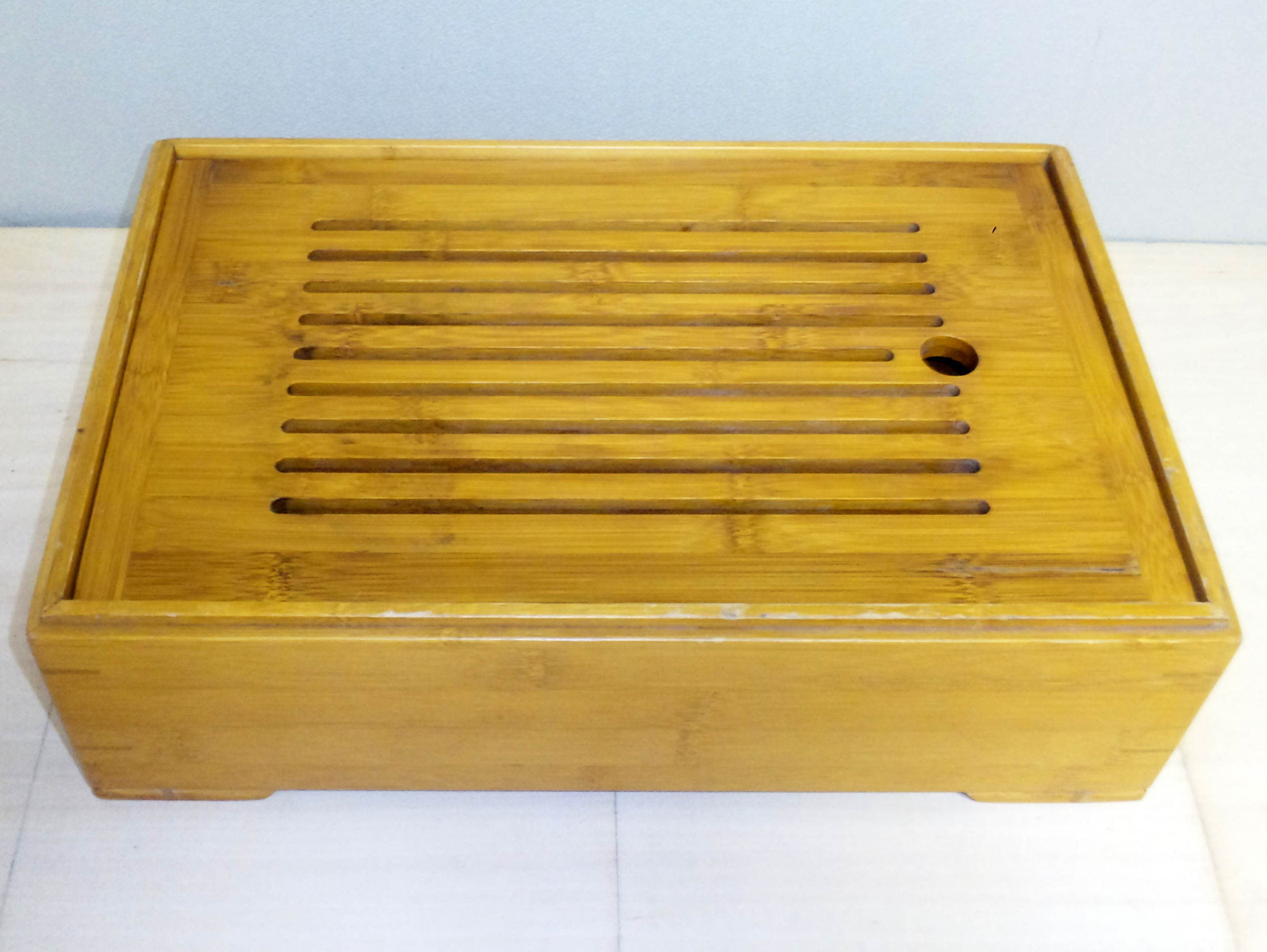
雙層竹製茶盤（茶承）
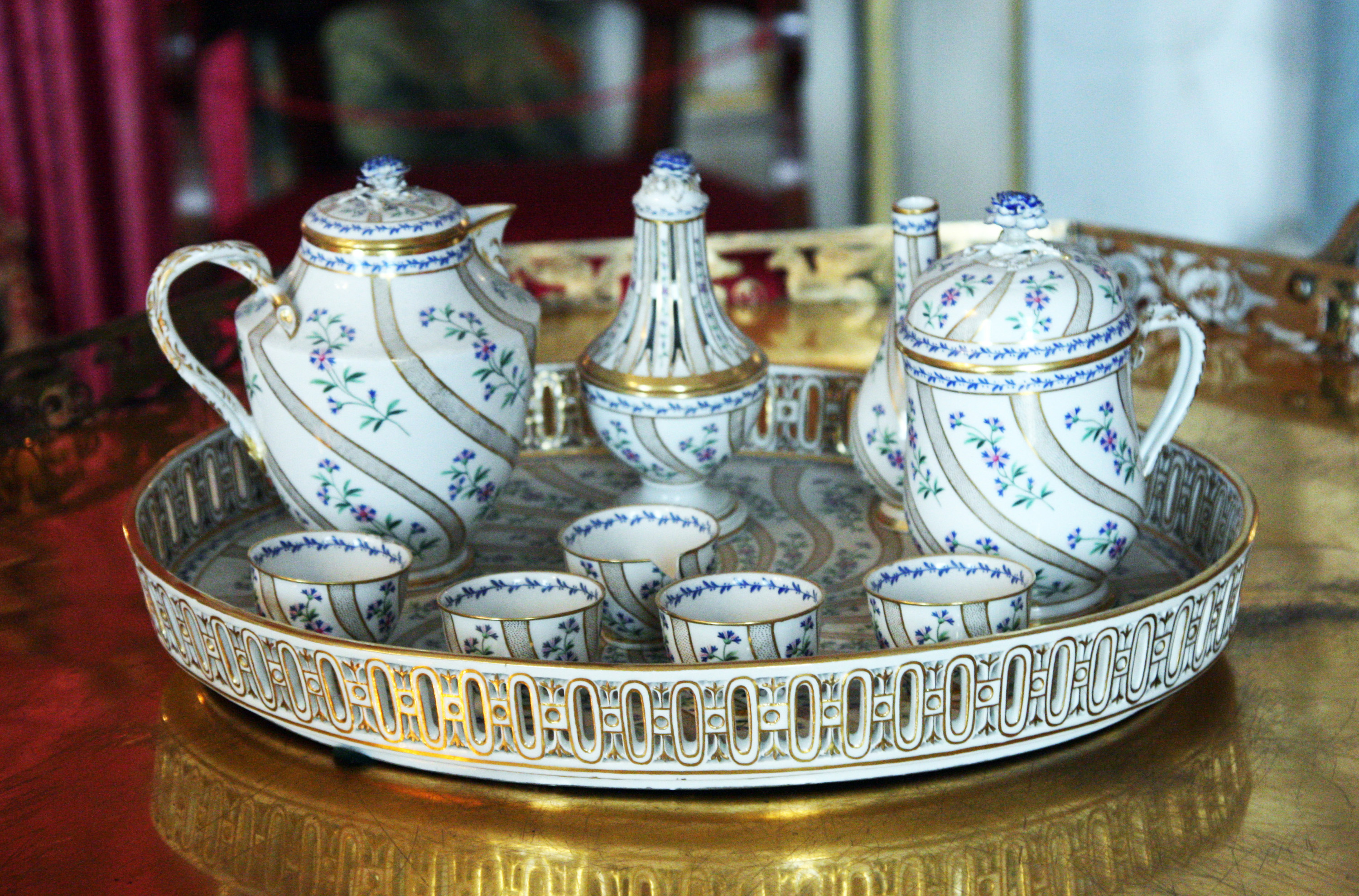
英式茶具套連圓形茶盤
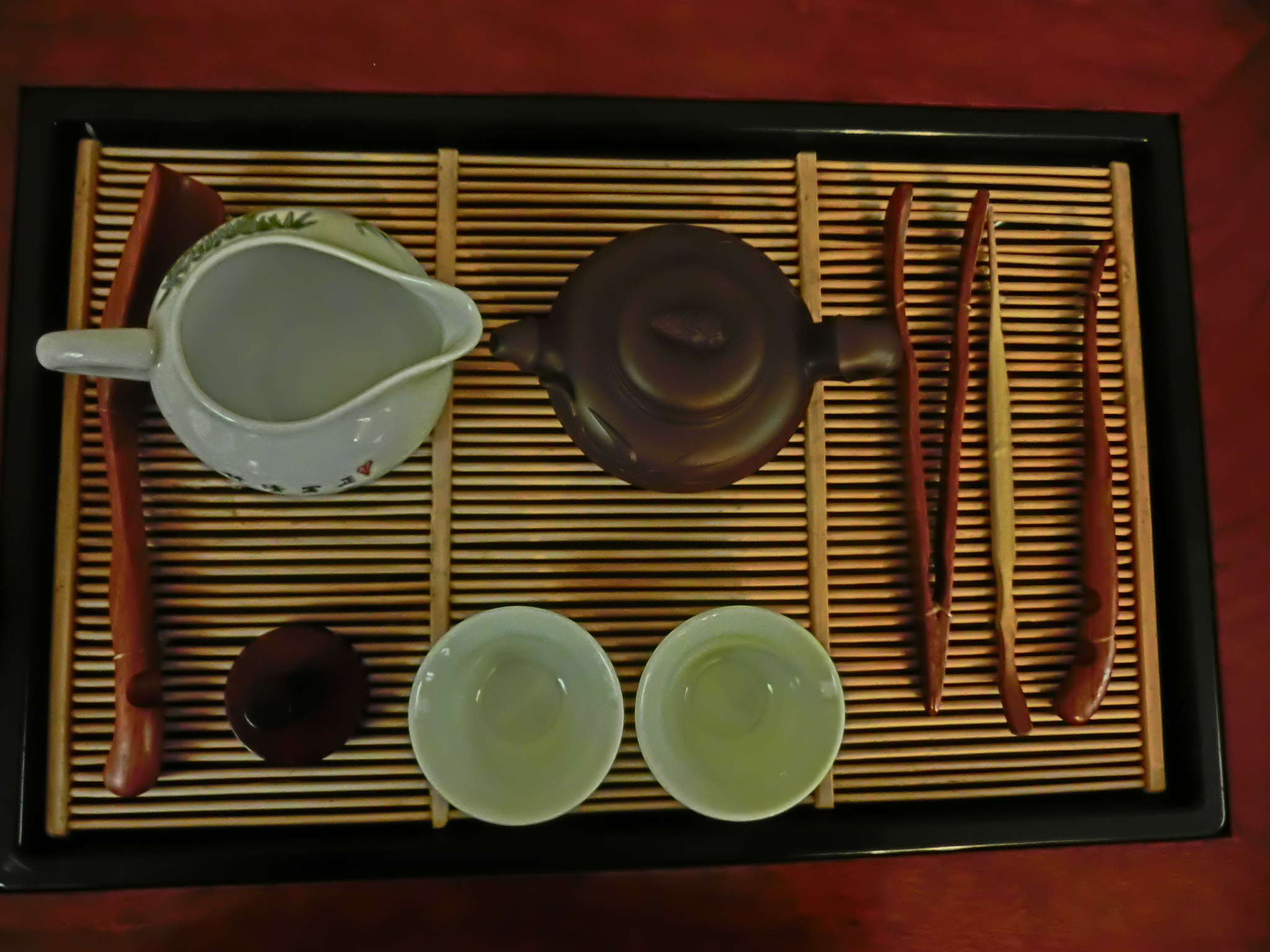
放上茶藝用具的茶盤
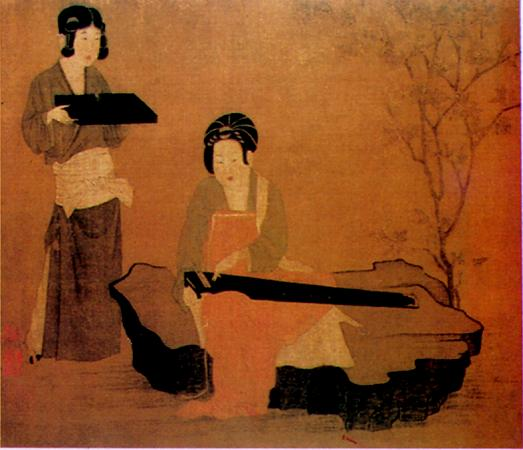
中國畫中的茶盤，調琴啜茗圖，唐周昉所繪
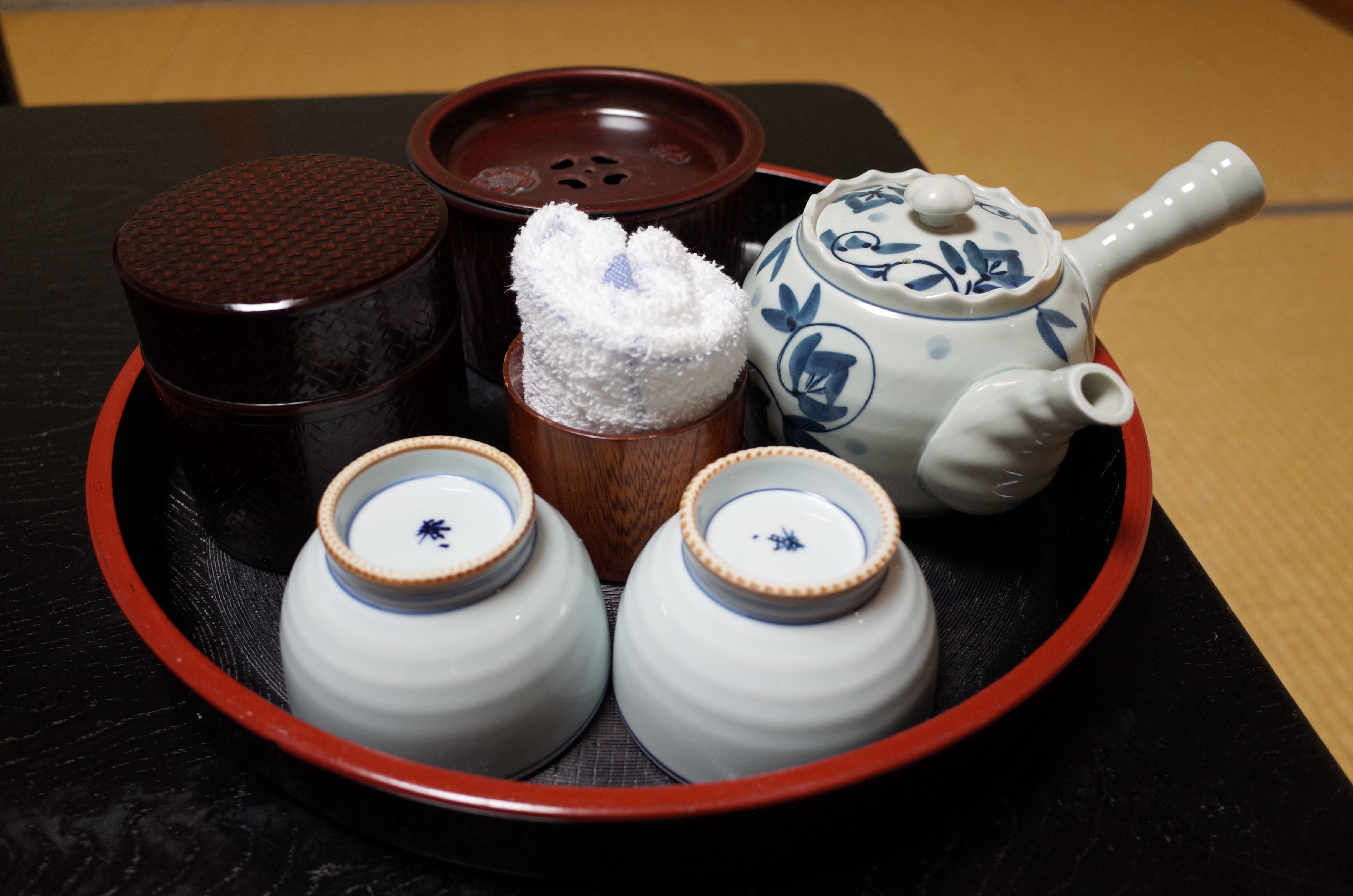
盛載茶具的日本漆器茶盤
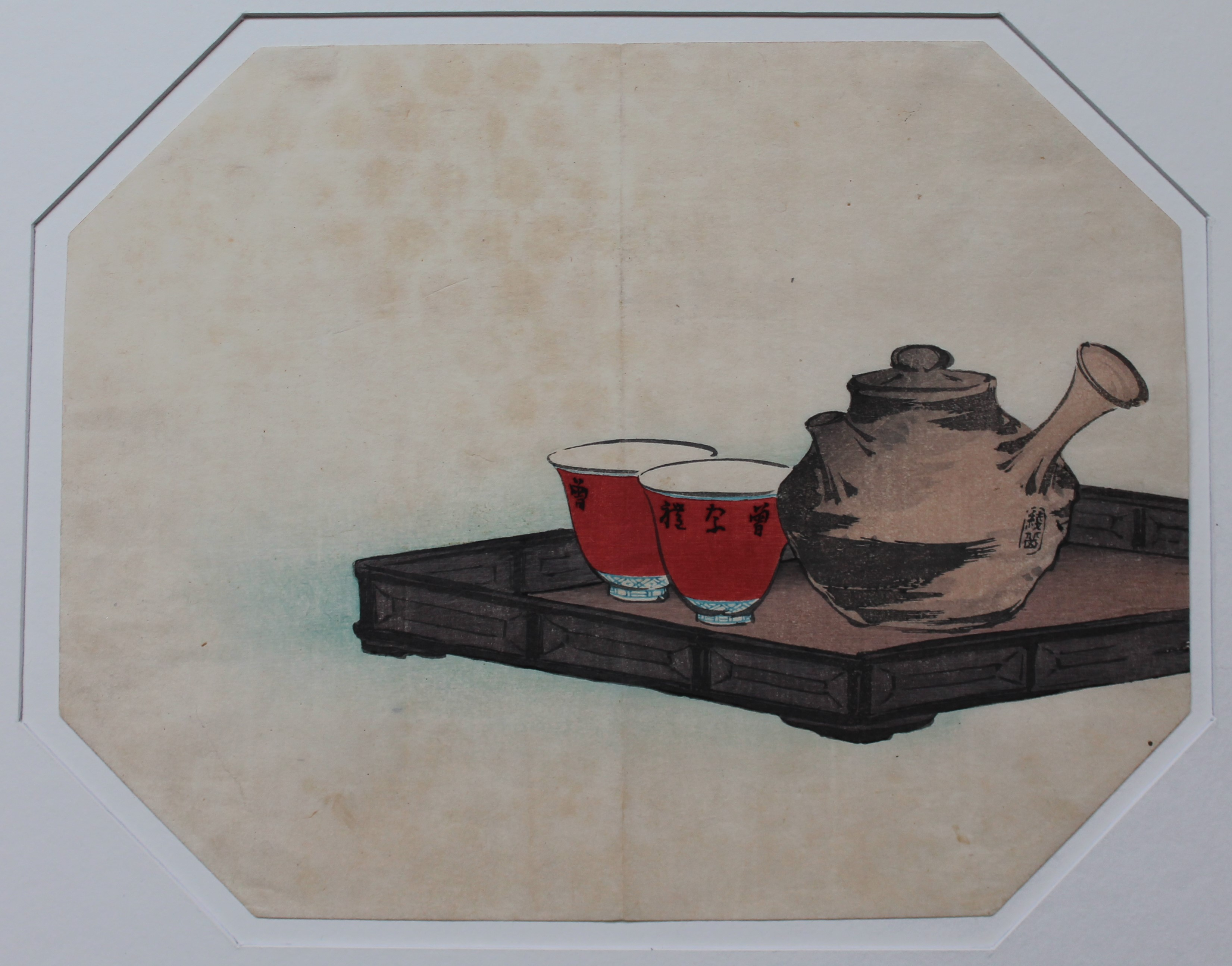
日本版畫中的茶盤
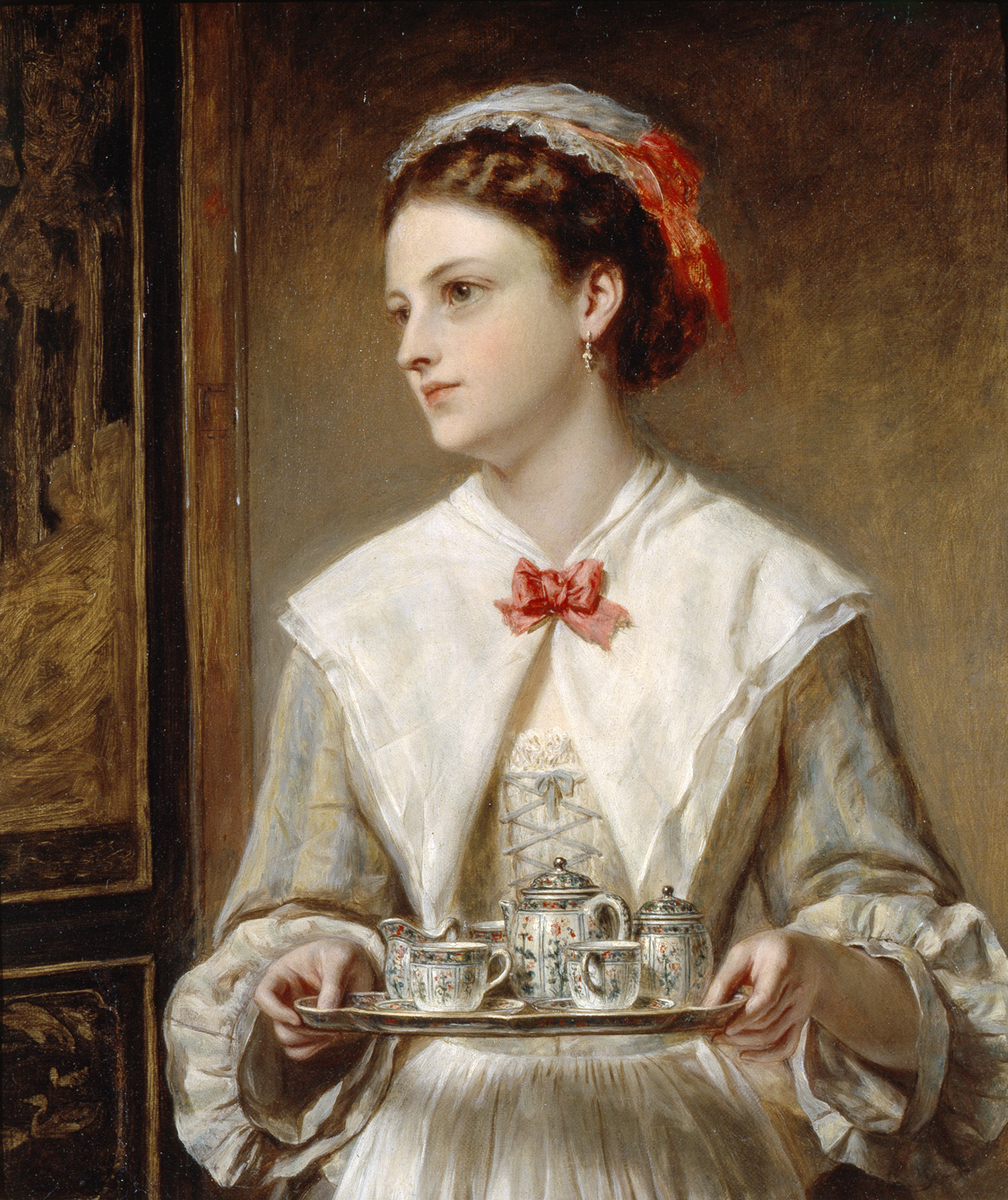
歐洲油畫中的茶盤 The Waitress，英國John Robert Dicksee所繪
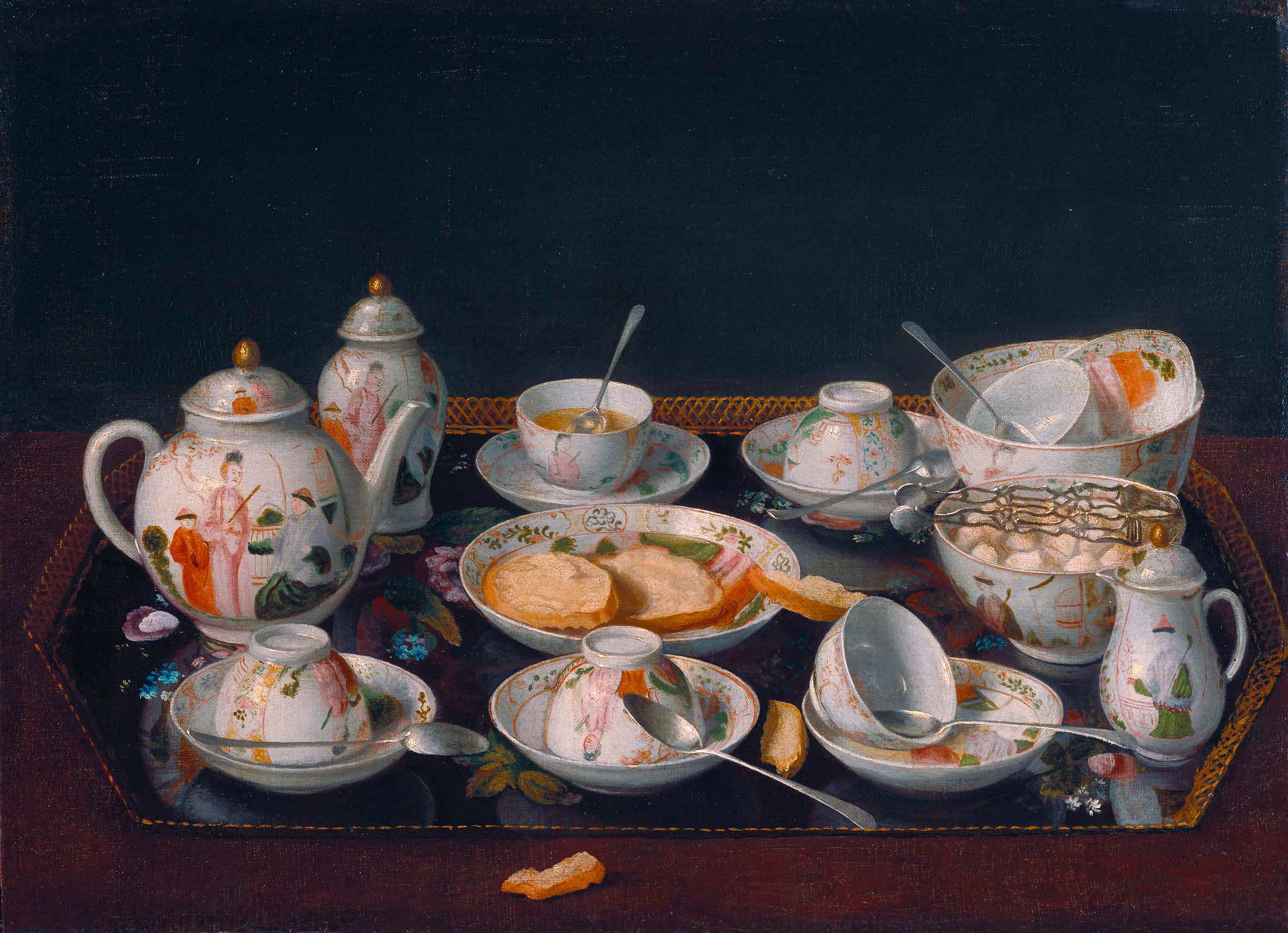
歐洲油畫中的茶盤 Still Life: Tea Set，瑞士Jean-Étienne Liotard所繪
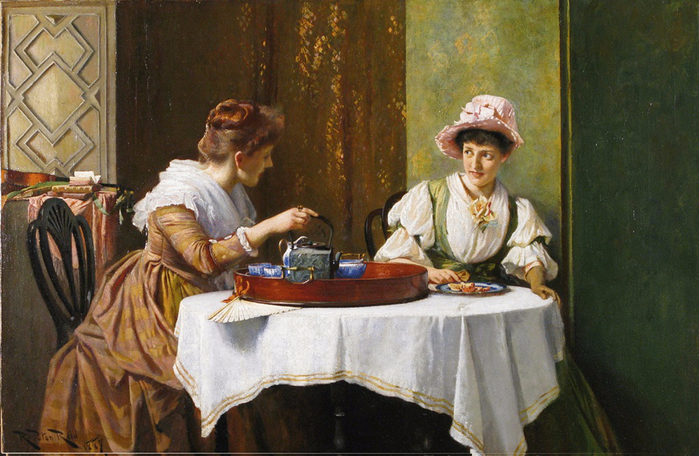
歐洲油畫中的茶盤  Little Tea and Gossip，英國Robert Payton Reid所繪